# Culata (arma)
La culata o culassa, és la part posterior d'una arma de foc dins de la qual es detona l'explosiu contingut dins del cartutx que impulsa el projectil, normalment amb possibilitat d'obertura per introduir aquest últim al seu interior. En les pistoles la culata és l'empunyadura per la qual aquesta se subjecta amb una sola mà.
En els canons la culata sol tenir una portella per la qual s'hi introdueix la munició.

## Encep
També es denomina culata, cep o encep a la Peça de fusta en què es fixa la part posterior el canó als fusells i escopetes que s'empra per a recolzar l'arma a l'espatlla del tirador per minimitzar els efectes de la força de retrocés en ser disparada l'arma.

## Galeria

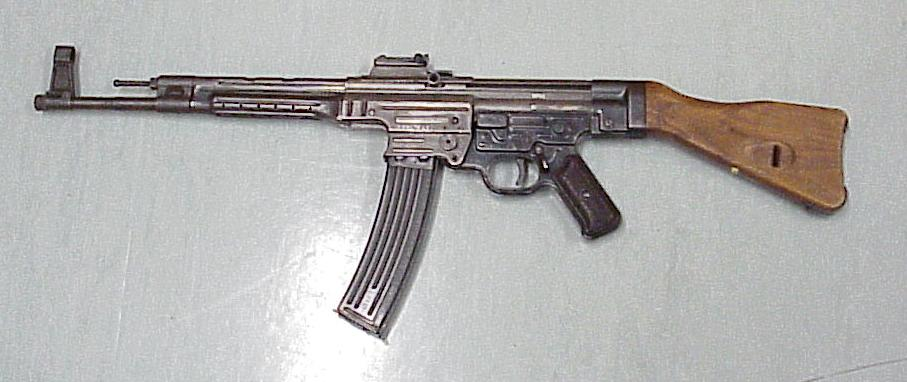
Fusell alemany Sturmgewehr 44, amb culata de fusta, que va donar origen al rus AK-47
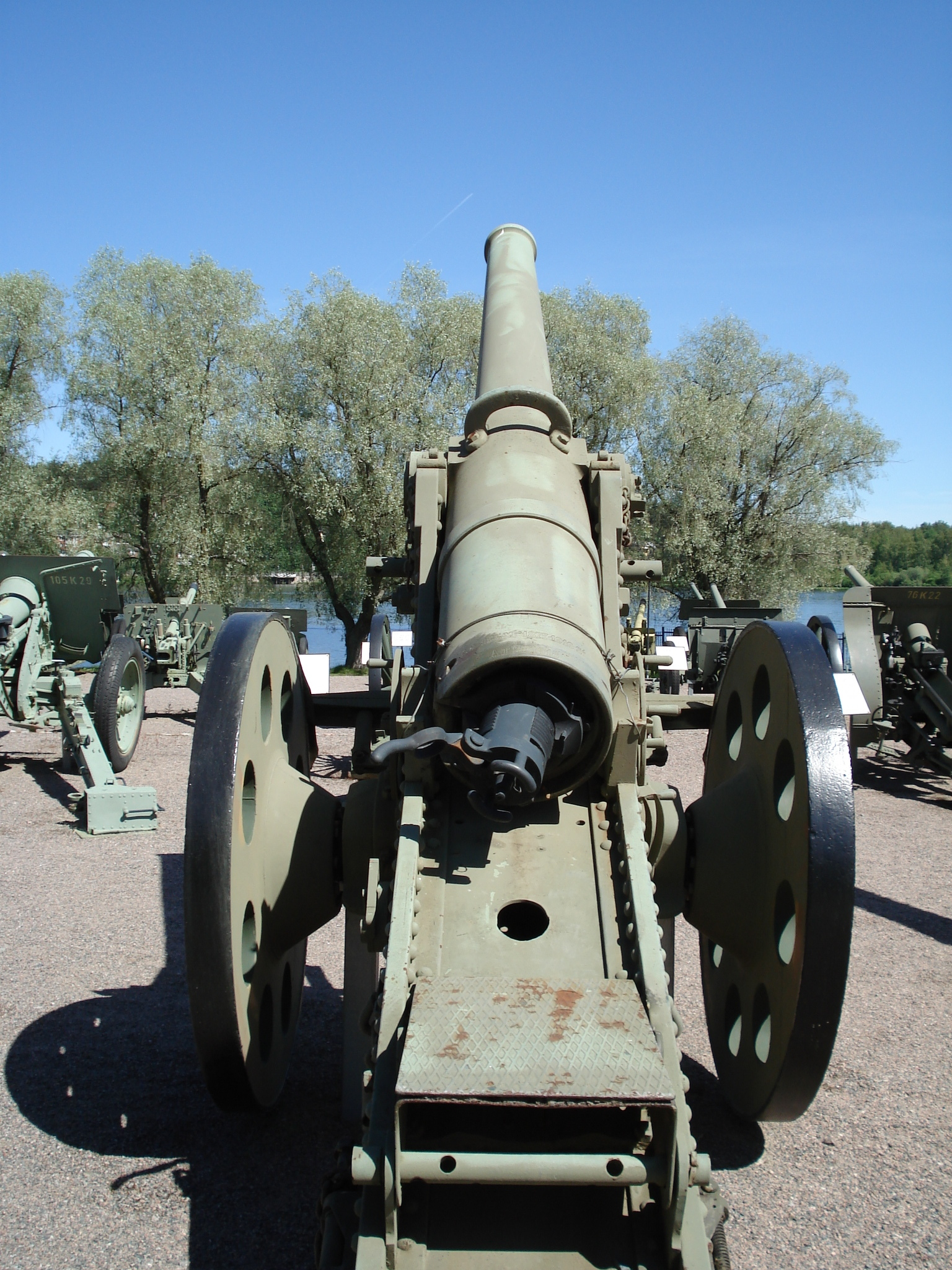
Culata d'un canó francès de 1877